# Иоанн V (герцог Неаполя)
Иоанн V Неаполитанский (англ. John V of Naples, итал. Giovanni V di Napoli) — герцог Неаполя в 1034—1042 годах, сын Сергия IV.
Наследовал отцу, ушедшему в монастырь. Чтобы противостоять князю Капуи Пандульфу IV, Иоанн заключил союз с князем Салерно Гвемаром IV. От имени Гвемара Иоанн ездил в Константинополь просить помощи у Михаила IV против Капуи, но византийский император предпочёл не вмешиваться в конфликт. На призыв Гвемара зато откликнулся западный император Конрад II, сумевший изгнать Пандульфа из Капуи. Благодаря Гвемару и Конраду II, Иоанну удалось сохранить свои владения и вернуть потерянное при Сергии IV.

## Дети
- Сергий V — герцог Неаполя в 1042 — 1082 годах.